# Société française de construction aéronautique

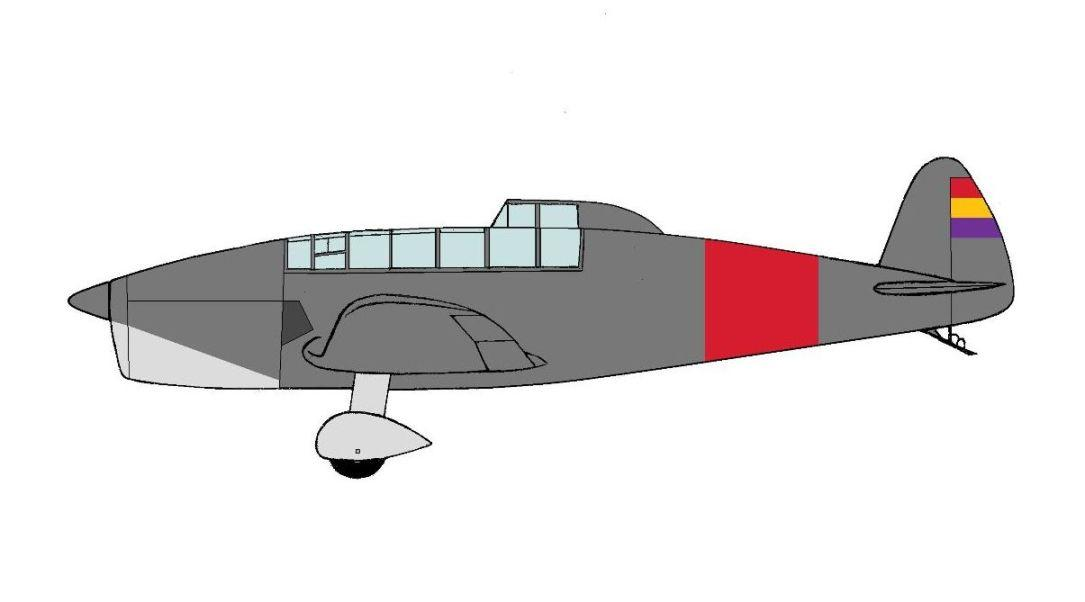
SFCA Maillet 21 des Forces aériennes de la République espagnole.

La Société française de construction aéronautique (SFCA) est un constructeur aéronautique français disparu.

## Historique
La Société française de construction aéronautique fut créée par André Maillet le 24 juillet 1934.
La SFCA produit surtout des avions d'entrainement et de tourisme dans son usine à Buc,.

## Liste des appareils
- SFCA Lignel 10[4]
- SFCA Lignel 16[5]
- SFCA Lignel 161[6]
- SFCA Lignel 20[7]
- SFCA Lignel 20S[8]
- SFCA Lignel 31[9]
- SFCA Lignel 44[10]
- SFCA Lignel 46 Coach[11]
- SFCA Maillet 20[12]
- SFCA Maillet 201[13]
- SFCA Maillet 21[14]
- SFCA Maillet-Lignel 20[15]
- SFCA Taupin[16] (1937)[17].
- SFCA Taupin 5/2[18]